# Antonia Kerrigan
Antonia Kerrigan (nacida como Elaine Antonia Kerrigan Gurevitch, París, 1952-Barcelona, 11 de mayo de 2023) fue una agente literaria y traductora española. Fue conocida por ser la agente del escritor Carlos Ruiz Zafón, autor de la novela superventas La sombra del viento (2001), uno de los autores a los que representó, y que se tradujo a 36 idiomas.

## Biografía
Antonia Kerrigan creció en un ambiente intelectual. Su padre, Anthony Kerrigan, fue poeta y traductor al inglés de las obras de Unamuno; también fue el primer traductor al inglés de Borges y Neruda. Su madre, pianista que tocaba en la  orquesta sinfónica de Chicago, fue también la traductora de Cortázar al inglés. Siendo Antonia pequeña, sobre los años sesenta, la familia se trasladó a vivir a Mallorca, donde enseguida pasaron a formar parte de un núcleo de intelectuales entre los que se incluía, Camilo José Cela, Carlos Barral, Américo Castro, Gil de Biedma.
En los años 70 Kerrigan se estableció en Barcelona para estudiar Medicina, carrera que cursó durante cuatro años; hasta que la agente literaria Carmen Balcells le propuso empezar a trabajar con ella. Tras unos años trabajando con Carmen, a finales de los ochenta Antonia abre su propia agencia en Barcelona: "Antonia Kerrigan Agencia Literaria". Durante los primeros años compaginó su carrera de agente con la de traductora del inglés al español de obras de ficción como: Vals y su invención, obra teatral de Nabokov, Hija del crepúsculo de V.C. Andrews, Peligro en la Red de Bethany Campbell o El canto del Ruiseñor de Constance O'Banyon, entre otros.
El éxito le vino con las ventas de La sombra del viento de Carlos Ruíz Zafón, superventas mundial. Posteriormente también trabajaría con otros escritores como Juan Gomez-Jurado (Reina Roja, 2018), Javier Sierra (Premio Planeta 2017), Víctor del Árbol (Premio Nadal, 2016 y Caballero de Orden de las Artes y las Letras 2017), María Dueñas (El tiempo entre costuras, 2009 ), Espido Freire (Premio Planeta 1999 y Premio Azorín 2017) y una larga lista de etcéteras de entre sus más de 150 representados.

## Vida personal
Contrajo matrimonio con el arquitecto Ricardo Pérdigo, Antonia tuvo dos hijos, Gregori Dolz e Ilya Pérdigo, socios de la editorial barcelonesa Alrevés. Otra de las grandes aficiones de Antonia fue la música clásica, en especial las óperas de Händel, declaró no querer escucha nada moderno, que para ella supone cualquier composición posterior a 1790.